# Гантюм
Гантюм (нід. Hantum) — село в нідерландській провінції Фрисландія. Входить до муніципалітету Північно-Східна Фрисландія.
Його площа становить 3,51 км², а населення станом на 2021 рік складало 400 осіб.
Перша згадка про населений пункт датується 944 роком.

## Галерея

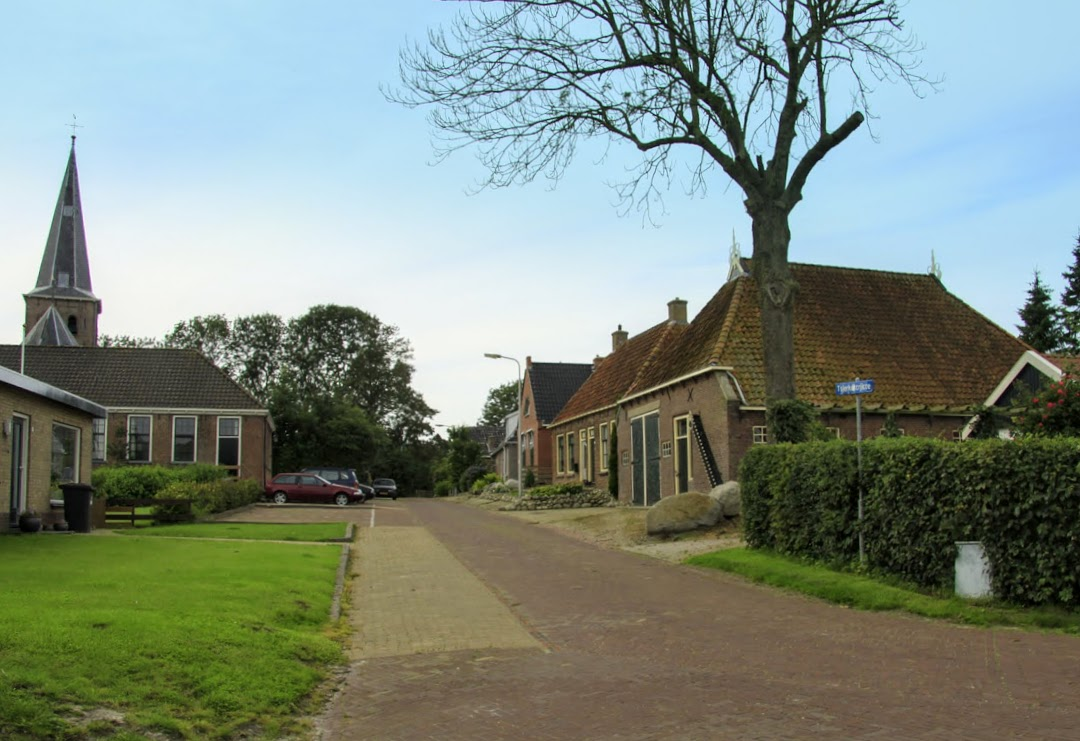
Панорама села
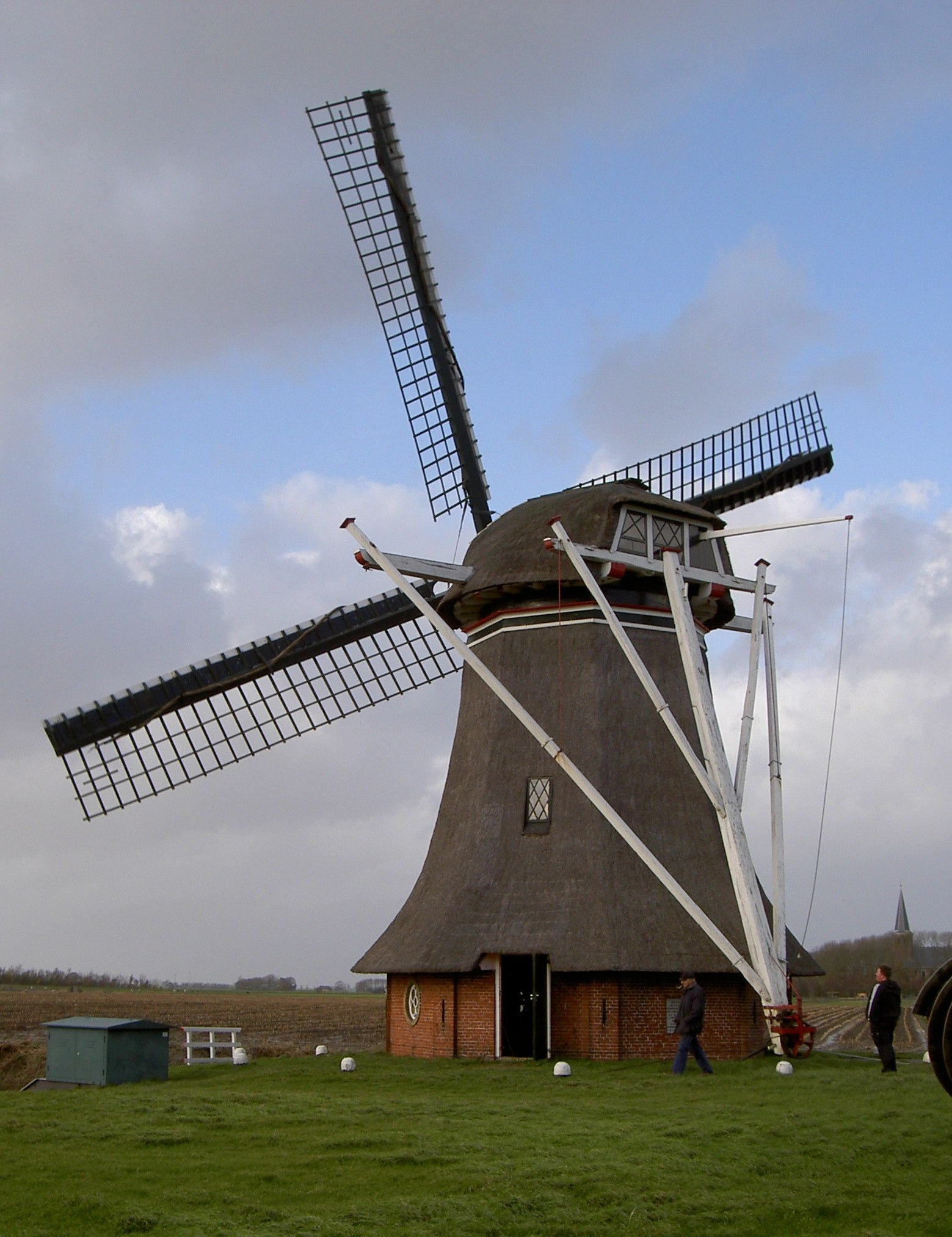
Вітряк De Hantumermolen
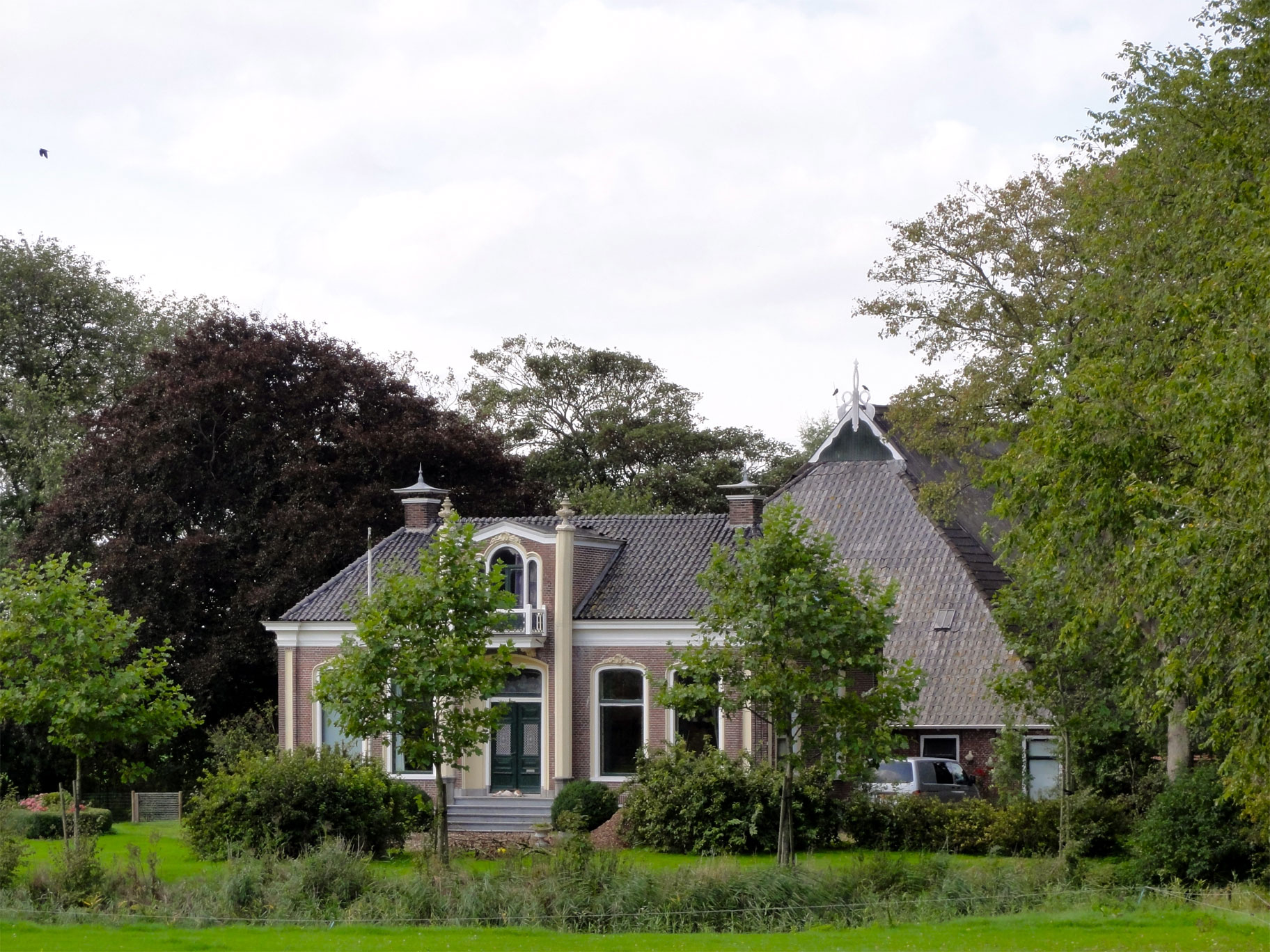
Маєток у Гантюмі
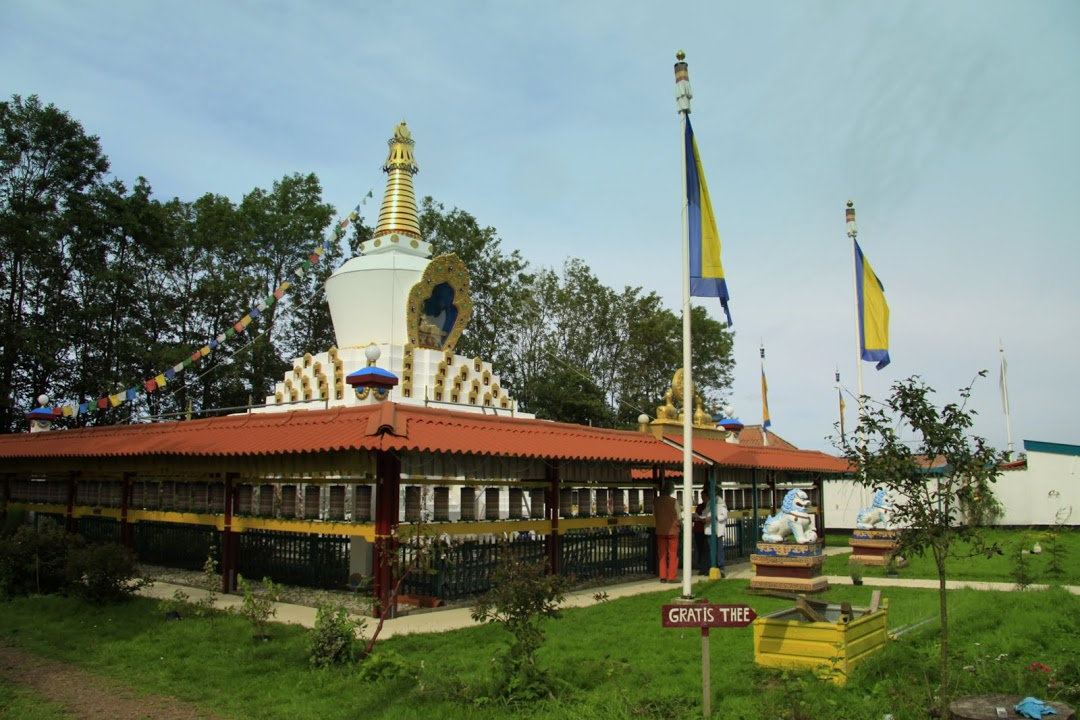
Буддистська ступа у селі